# بخش مرکزی شهرستان اسدآباد
بخش مرکزی شهرستان اسدآباد بخش تابعه شهرستان اسدآباد در استان همدان در غرب ایران است.

## تقسیمات کشوری
- بخش مرکزی
  - دهستان پیرسلیمان
  - دهستان جلگه
  - دهستان چهاردولی
  - دهستان دربندرود
  - دهستان سید جمال‌الدین
  - دهستان کلیائی

نقاط شهری: اسدآباد

## جمعیت
بنابر سرشماری مرکز آمار ایران، جمعیت بخش مرکزی شهرستان اسدآباد در سال ۱۳۹۵ برابر با ۸۹٬۷۷۴ نفر بوده است.